# Sega Vic Dual
La Sega Vic Dual es una videoconsola de arcade lanzada por Sega en 1977 o antes. Fueron lanzados 20 juegos para la consola.

## Características
- CPU Principal: Zilog Z80
- Resolución de Pantalla: 256 x 224

## Videojuegos
- Alpha Fighter
- Borderline
- Car Hunt
- Carnival
- Deep Scan
- Depth Charge
- Digger
- Dual
- Frogs
- Head-On
- Head-On 2
- Heiankyo Alien
- Invinco
- N-Sub
- Pulsar
- Safari
- Samurai
- Space Attack
- Space Trek
- Star Raker
- Super Space Attack
- Tranquilizer Gun